# Gamekult
Gamekult est un site web français spécialisé dans le jeu vidéo fondé par Kévin Kuipers et Clément Apap, lancé en décembre 2000. Il propose des actualités, des dossiers, des tests et des présentations de jeux vidéo, dont il traite également l'aspect financier, juridique et social.
Le site est partiellement disponible en libre accès, mais commercialise un abonnement mensuel payant depuis 2015. Passé par plusieurs propriétaires à travers son existence, la vente de sa maison mère à Reworld Media en 2022 conduit la totalité de la rédaction du site à démissionner en novembre de la même année.

## Historique
D'abord lancé en 1989 sous le nom de « Kult Magazine », un fanzine autour du jeu vidéo créé par Kévin Kuipers, le projet devient ensuite un site internet en 1997 disponible sous le nom de domaine « kult-mag.com ». Kévin Kuipers et son nouvel associé Clément Apap se retrouvent ensuite contraints d'abandonner le site en l'absence volontaire d'un modèle économique. Ce ne sera qu'au début de l'année 2000 que le projet se voit relancé, et que les deux partenaires décident de fonder la société GameAmp le 18 septembre 2000. Ils sont alors rejoints par David Choquet afin d'établir la ligne éditoriale du site, ainsi qu'une équipe rédactionnelle complète. Le 23 octobre 2000, le groupe LDLC acquiert 35 % du capital de l'entreprise et lance Gamekult le 1er décembre 2000 suivant. En juin 2002, le nombre de pages vues mensuelles s'élève à 8,7 millions.
En janvier 2007, alors que Gamekult revendique 1,1 million de visiteurs uniques par mois, LDLC cède 49 % du capital du site à CNET Networks.
Début 2014, le propriétaire du site, et donc Gamekult, est racheté par CUP Interactive, lui-même racheté par Neweb en avril suivant. En novembre 2015, le groupe TF1 acquiert ce dernier.
Le site lance un abonnement payant en juin 2015,. Il comptait 12 000 souscripteurs en décembre 2020, et 12 200 souscripteurs en février 2022.
En octobre 2018, Gamekult employait six journalistes.
Fin février 2022, la rédaction de Gamekult se rapproche de celle des Numériques.
Le 28 juin 2022, le groupe TF1 annonce avoir signé un accord de vente de son pôle de médias numériques Unify, la maison mère de Neweb (qui possède les marques Gamekult et Les Numériques), au groupe Reworld Media.
À la suite de ce rachat, la quasi-totalité de la « rédaction étendue » du site (c'est-à-dire les journalistes salariés accompagnés par les pigistes réguliers du média) annonce, le 17 novembre suivant, quitter Gamekult le 7 décembre 2022 en faisant jouer la clause de cession,, laissant présager une possible fermeture du site. Le 21 novembre, la rédaction salariée apprend de sa nouvelle direction qu'elle doit quitter les lieux dans la soirée et ne plus revenir dans les locaux du média au motif d'une « dispense d'activité » faisant suite à l'annonce groupée du départ des journalistes, nourrissant une nouvelle controverse autour des pratiques de Reworld Media.
En mai 2024, le site ne publie quasiment plus que des brèves sur l'actualité du jeu vidéo — les formats réservés aux abonnés, comme les tests, vidéos ou dossiers, ne paraissant plus que très rarement.
En novembre 2024, le rédacteur en chef du site annonce la poursuite d'un travail éditorial indépendant et enrichi.

## Controverses

### Pressions de Sony à la suite du test deHeavy Rain
En février 2010, le site subit des pressions de Sony France après la publication de son test sur le jeu Heavy Rain. L'attaché de presse de l'éditeur aurait critiqué la notation du jeu. Sony n'aurait pas contacté Gamekult mais aurait critiqué le site auprès des rédactions d'autres sites vidéoludiques.

### Polémique autour de Julien Chièze
En mars 2015, Julien Chièze, rédacteur en chef du site concurrent Gameblog, déclenche une polémique en affichant une photo réunissant plusieurs rédacteurs de médias vidéoludiques, dont Julien Chièze et un journaliste de Gamekult, dînant ensemble lors d'un voyage au Japon, l'ensemble payé par Sony. Cela fait suite à des accusations similaires portées à l'encontre de Julien Chièze et anime un débat sur l'indépendance des rédactions consacrées aux jeux vidéo, notamment remise en question en 2012 à la suite du Doritos Gate.

## Identité visuelle

Logo de Gamekult de 2000 à 2010.
Logo de Gamekult de 2010 à 2017.
Logo de Gamekult de 2017 à 2022.
Logo de Gamekult depuis 2022.